# علاج أذني

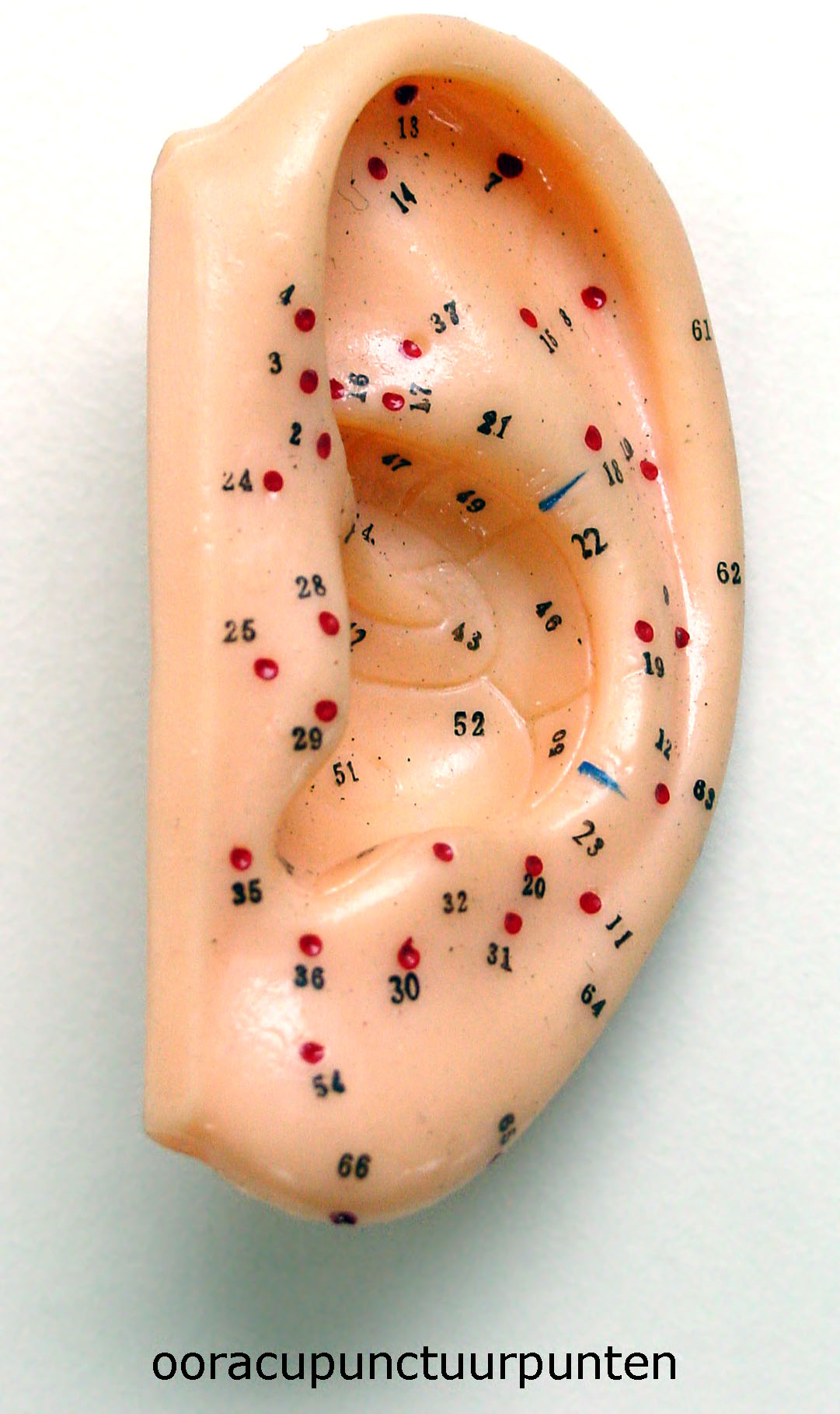
خريطة الأذن

العلاج الأذني (بالانجليزية: auricular therapy) أو الاريكلوثيرابي (بالإنجليزية: auriculotherapy) أو علاج الاذن بالإبر الصينية (بالإنجليزية: ear acupuncture) هو شكل من أشكال الطب البديل اعتمد علي أن الأذن هي نظام مصغر يعكس الجسم كله ممثلة في الجزء الغضروفي الخارجي للأذن صيوان (تشريح)
الظروف التي تؤثر علي الصحة الجسدية أو العقلية أو العاطفية قابلة للعلاج عن طريق تحفيز سطح الأذن. تستخدم تعينات مماثلة في العديد من مجالات الجسم بما في ذلك علم الانعكاسات والقزحية. لم تستند هذه التعينات بادئ ذي بدء علي أي دلائل علمية أو طبية أو طب مسند بالدليل

## التاريخ
قام طبيب الاعصاب بول نوجير بتخمين العلاج الاذني الذي نشر نتائجه في عام 1957 في مقالة للعلاج الاذني.. وقد اجريت هذه التطورات من خلال تجارب سريريه استندت إلى منهج علم الامراض والاسقاط من الجنين الي الاذن للاشاره الي الشكاوي والعلاج
سرعان ما ظهر اكتشاف نوجير للملأ حيث قام الجيش الصيني باخذ الخرائط واعادته الي الأطباء الحفاة
ذهب نوجير لنشر ما اسماه باشاره الاوعية الدمويه الارادية، فهو تغير واضح في شدة النبض فمن السهل الشعور بالنبض بطرف الإبهام على الشريان الكعبري. وقال نوجير ان هذه الإشارة لا ينتج عنها الا ادخال معلومات جديدة في المجال الكهرومغناطيسي للمريض. استمر نوجير في العمل علي مبدأ مطابقه الرنين فقال انه من المكن استخدام هذه الإشارة للمعرفه النقاط النشطة في النظام المصغر للاذن (microsystem).

## تعين الاذن
طُورت خرائط الاذن الصينية  من اكتشافات نوجير الاصلية فهي عبارة عن مجموعه من المواقع أو النقاط ولكن بعضا من هذه النقاط تختلف عن خرائط نوجير الاصلية.
وقد وجدت التطورات التي اجريت في ألمانيا في المقام الأول من قبل فرانك بحر ووبيت ستريتماتر ان النقاط علي الاذن تكون متسقه في نفس المواقع مهما كان المستوى المزمن. وقد تطور الطب الاذني الألماني الي نظام يستخدم الترددات لتقيم وعلاج الحالات علي وجه خاص هذا الشكل من الطب قد دمج نظام الزوال الصيني ورسم الخرائط لكل اذن. وقد استخدم الليزر منخفض المستوى علي نطاق واسع في ألمانيا.حتى عام 2002 , كان التدريب على هذا الشكل من الطب قاصرا على رسائل الدكتوراة في ألمانيا.جلب موريل اغنيس من معهد المبادئ الحيوية في نوفا سكوشا ستريتماتر (بالإنجليزية: Stritmatter)الي كندا في عام 2002 لتعليم المعالجين بالتدليك والمثليين وعلماء الوخز بالإبر.

## الفعالية
يوصي معالجو الطب البديل احيانا بالعلاج الاذني في علاج الارق ولكن لايوجد دليل علي انه يؤتي ثماره في علاج هذه الحالات ولكن من ناحية أخرى لا يوجد دليل علي ان له اثار ضارة معروفة.